# Ádám Bodor
Ádám Bodor (hongarès: Bodor Ádám)  (Cluj-Napoca, 22 de febrer de 1936) és un escriptor de llengua hongaresa. Nascut a Romania de pares anticomunistes, va defensar el retorn de Transsilvània a Hongria, motiu pel qual va ser detingut per la Securitate quan tenia 16 anys i va passar dos anys, entre 1952 i 1954, a la presó de Gherla. Després va estudiar teologia protestant. Des del 1969 va publicar cinc col·leccions d'escrits en prosa que van aparèixer a Romania. El 1982 es va traslladar a Hongria, on es va convertir en editor a l'editorial Magvető.
La seva novel·la Sinistra Körzet (1992), continua sent la seva més coneguda.
La cineasta Nadja Andrasev va dirigir el 2016 The Noise of Licking, un curtmetratge d'animació de 9 minuts adaptat del novel·la Megbocsátás.